# Ronald Wortelboer
R.A.P. (Ronald) Wortelboer (28 maart 1964) is een Nederlands bestuurder en VVD-politicus. Sinds 13 juli 2017 is hij burgemeester van Stede Broec.

## Loopbaan
In 1993 ging hij werken bij het Kabinet van de commissaris van de Koningin in Utrecht. Drie jaar later maakte hij de overstap naar het Kabinet van de commissaris van de Koningin in Noord-Holland. In 2001 werd hij daar kabinetschef als opvolger van Don Bijl die waarnemend burgemeester van Schermer was geworden. In 2017 volgde zijn benoeming tot burgemeester van Stede Broec.